# Judy Tyler
Judy Tyler, nome artístico de Judith Mae Hess (Milwaukee, 9 de outubro de 1932 - Rock River, 3 de julho de 1957) foi uma atriz americana.

## Biografia
Nascida Judith Mae Hess em Milwaukee, Wisconsin, ela veio de uma família do show business e foi encorajada a estudar dança e teatro. Sua carreira começou como um adolescente com aparições regulares em Howdy Doody como Princesa Summerfall Winterspring de 1950 a 1953.
Como sua mãe, ela se tornou uma menina de coro, mas depois passou a estrelar em um papel principal no musical de Richard Rodgers e Oscar Hammerstein II, Pipe Dream. A revista Life fez uma história sobre o crescente talento na Broadway com Tyler na capa da revista como uma das estrelas em ascensão. Ela morava com os pais em Teaneck, Nova Jérsei, quando apareceu em Howdy Doody e na Broadway. Fez uma participação especial no seriado Perry Mason como Irene Kilby no episódio "The Case of the Fan Dancer's Horse", exibido seis meses após sua morte.
Foi oferecida uma oportunidade em Hollywood, Tyler apareceu no filme Bop Girl Goes Calypso, em seguida, estrelou ao lado de Elvis Presley em Jailhouse Rock (1957).

## Morte
Depois de completar as filmagens do filme de Presley, ela e seu segundo marido, Greg Lafayette, tiraram férias. Durante a condução através de Wyoming, eles se envolveram em um acidente automobilístico na U.S. Route 30, a norte de Rock River, Wyoming, que tirou a vida de ambos.
As cinzas de Tyler estão no Quarto Familiar Privado de seu marido no mausoléu do Ferncliff Cemetery em Hartsdale, Nova York.